# Nirra Fields
Nirra Wellman Fields (ur. 3 grudnia 1993 w Vancouver) – kanadyjska koszykarka grająca na pozycji rozgrywającej, olimpijka.
W 2012 została wybrana najlepszą zawodniczką stanu Kalifornia amerykańskich szkół średnich (Gatorade California Girls Basketball Player of the Year), została też wybrana, jako pierwsza Kanadyjka, do udziału w meczu gwiazd amerykańskich szkół średnich McDonald’s All-American.
11 lipca 2018 została zawodniczką Energi Toruń. W styczniu 2019 opuściła klub, rozwiązując umowę za porozumieniem stron.

## Osiągnięcia
Stan na 20 stycznia 2019, na podstawie, o ile nie zaznaczono inaczej.

### NCAA
- Uczestniczka rozgrywek Sweet 16 turnieju NCAA (2016)
- Zaliczona do:
  - I składu:
    - Pac-12 (2014, 2015, 2016)
    - turnieju:
      - WNIT (2015)
      - Tulane DoubleTree Classic (2014)

  - składu Pac-12 Honorable Mention All-Defensive (2016)

### Reprezentacja
Seniorska
- Mistrzyni:
  - Ameryki (2015, 2017[7])
  - igrzysk panamerykańskich (2015)
- Uczestniczka:
  - igrzysk olimpijskich (2016 – 7. miejsce, 2024 – 11. miejsce[8])
  - mistrzostw:
    - świata:
      - 2014 – 5. miejsce
      - U–19 (2011 – 5. miejsce)
      - U–17 (2010 – 11. miejsce)
- MVP mistrzostw Ameryki (2017)[7]
- Zaliczona do I składu mistrzostw Ameryki (2017)[7]

Młodzieżowe
- Wicemistrzyni Ameryki U–16 (2009)
- Uczestniczka mistrzostw świata:
  - U–19 (2011 – 5. miejsce)
  - U–17 (2010 – 11. miejsce)
- Liderka strzelczyń mistrzostw świata U–17 (2010)